# 阿柑
阿柑是一隻曾被香港數個家庭先後飼養的金毛尋回犬寵物，原本因為咬斷主人手臂而被漁護署決定將其人道毀滅，但此舉引起部份市民及香港傳媒關注，更有近千人在網上聯署要求「救救阿柑」。

## 生平經歷
阿柑於1996年生於澳洲，雄性，長4呎。牠先後有過四戶主人，首任主人居於高尚住宅區，後被送到一狗場，常受狗場職員虐打及遭其他狗隻欺凌，後來被一對同居情侶收養，卻於2004年咬傷女主人。其後得到一梁姓家庭收養於西貢白石窩住所，及後才搬遷至發生意外住所。
2007年7月27日，阿柑因誤以為主人責打同伴，狂噬其主人的母親梁太（為中西區區議員梁耀祖之母）的右手，最後因傷勢嚴重而需進行修補血管及神經線手術。根據慣例，嚴重傷人的狗隻需要受到漁農自然護理署（漁護署）的人道毁滅。然而，梁太的女兒綽號「貓仔」卻要求領回阿柑，漁護署便以阿柑情緒不穩定、不適合被領養拒絕其要求。
同年8月中，一群愛狗人士發起網上聯署，要求漁護署釋放阿柑。聯署在兩天內已有超過1,500人，而漁護署也作出讓步，研究釋放阿柑的條件。
同年8月27日，元朗八鄉一家養狗場「蓮花犬舍」申請收養阿柑，待之直至天年。 
收養阿柑的養狗場曾被揭發涉嫌擅自更改土地用途，而地政總署表示需要研究有關養狗場的地契內容。

## 相關
- 鄺穎萱: 中央政策組顧問劉細良的妻子。 [7]